# Janus Dissing Rathke
Janus Dissing Rathke (født 25. juli 1991) er en dansk skuespiller, som fik sit gennembrud i Niels Arden Oplevs Drømmen, hvor han bl.a. spillede sammen med Anders W. Berthelsen og Bent Mejding i hovedrollen som Frits.

## Filmografi
- Drømmen (2005)
- Der var engang en dreng (2006)
- Julefrokosten (2009, dubbet af Sebastian Jessen)
- Bora Bora (2011)